# Оптическое анаморфирование
Опти́ческое анаморфи́рование (от греч. αναμόρφωση «преобразование» ← др.-греч. ανα- приставка со значением повторности + μορφή «образ») — преднамеренное изменение изображения оптическим способом, подразумевающее различный масштаб преобразования в двух взаимно перпендикулярных направлениях. В результате анаморфирования изменяются пропорции изображения: из квадрата получается прямоугольник или ромб, а из круга — эллипс.
Коэффициент анаморфирования (коэффициент анаморфозы, анаморфотный фактор) — отношение масштабов по двум взаимно перпендикулярным направлениям.

## Технология
Применяется в фотографии, полиграфии, а также при печати аэрофотоснимков для устранения перспективных искажений.
Известны три основных способа оптического анаморфирования.
1. Перекрещивающиеся призмы (использовались в формате «Ультра Панавижн» англ. Ultra Panavision);
2. Цилиндрические зеркала на элементах с полным внутренним отражением (формат «Технирама» англ. Technirama);
3. Цилиндрические анаморфотные объективы или насадки на объектив (формат «Синемаскоп» и его разновидности)

Первая анаморфотная оптическая система была разработана в 1897 году Эрнстом Аббе. Анаморфотный объектив может содержать цилиндрические линзы непосредственно в оптической системе (в СССР такие устройства назывались анаморфотными блоками), а может также состоять из обычного аксиально-симметричного («сферического») объектива и афокальной насадки. Такие насадки содержат цилиндрические линзы или зеркала и являются афокальной системой, не строящей действительного изображения, а изменяющей угловое увеличение.
Анаморфирование также может быть осуществлено наклоном плоскостей изображения и предмета друг относительно друга, как это делалось в системе Болтянского, разработанной для перевода широкоэкранных фильмов в обычные. При этом широкоэкранный негатив проецировался сферическим объективом на промежуточный баритовый экран, расположенный под наклоном к оптической оси кинопроектора. Киносъёмочный аппарат обычного формата располагался к экрану под меньшим углом, в результате чего пропорции изображения анаморфированного негатива становились нормальными. По такому принципу был построен кинокопировальный аппарат «23КТО».

## Анаморфирование в кинематографе
Большое распространение оптическое анаморфирование получило в широкоэкранном кинематографе, где применяется при съёмке и проекции изображения. Анаморфотный киносъёмочный объектив изменяет пропорции снимаемого изображения, записывая его на кадре стандартной киноплёнки, где оно выглядит вытянутым в высоту. Анаморфотный объектив кинопроектора возвращает предметам нормальные пропорции, «растягивая» изображение на широкий экран.
Коэффициент анаморфирования для широкоэкранного кино на 35-мм киноплёнке равен 0,5 и 2,0 соответственно. Самая первая кинематографическая система, использующая горизонтальное анаморфирование, появилась в 1953 году и носила название «Синемаскоп». Формат обеспечивал соотношение сторон широкого экрана 2,35:1 с кадрика киноплёнки с соотношением 1,175:1. Отечественная система «Широкий экран», как и большинство других клонов «Синемаскоп» (например, «Панавижн»), обладала аналогичными параметрами. Анаморфирование в вертикальном направлении использовалось во второй версии киноаттракциона «Круговая кинопанорама». Каждый из 11 киносъемочных аппаратов оснащался анаморфотной насадкой на объектив, сжимающей изображение по вертикали. При проекции на все 11 кинопроекторов надеваются насадки, растягивающие изображение, увеличивая таким образом, вертикальный размер изображения.
В современном цифровом кинопроизводстве получили распространение анаморфотные объективы с уменьшенным коэффициентом анаморфирования — 1,33× вместо традиционных 2,0×. Такая оптика позволяет получать кадр с соотношением сторон 2,35:1 на широкоэкранной матрице формата 16:9 после дезанаморфирования. При съёмке на обычную матрицу с соотношением сторон 4:3 такая оптика даёт кадр 16:9. Впервые такой коэффициент анаморфирования был использован при съёмке аппаратурой формата Супер-16 для получения широкоэкранного изображения 2,35:1.

## Достоинства и недостатки
Использование анаморфирования позволило снимать и показывать широкоэкранные фильмы, применяя стандартное оборудование, используя дешёвые насадки на объективы. В отличие от широкоформатного кинематографа, использующего сферическую оптику и широкую киноплёнку, анаморфированные киносистемы использовали стандартную киноплёнку, кинопроекторы для которой можно найти в любом кинотеатре. В то же время, по сравнению с кашетированными форматами, также использующими сферические объективы, анаморфирование даёт возможность наиболее рационально использовать площадь киноплёнки, что повышает вертикальную устойчивость кадра и уменьшает зернистость изображения. В то же время, анаморфирование имеет ряд недостатков, уступая по качеству изображения широкоформатным системам из-за меньшей площади кадра и разной разрешающей способности по вертикали и горизонтали. Основными недостатками анаморфотных объективов принято считать следующие:
1. Непостоянство коэффициента анаморфирования, связанное с зависимостью от угла падения боковых пучков на анаморфот[11]. В результате, коэффициент отличается в центре кадра и на его краях, приводя к искажениям формы предметов[12]. В первых фильмах, снятых анаморфотной оптикой, избегали перемещения актёров вдоль кадра, поскольку в этом случае пропорции тела менялись[13];
2. Зависимость коэффициента анаморфирования в центре кадра от расстояния до объекта съёмки[11]. В результате этого явления предметы, расположенные близко к киносъёмочному аппарату, отображаются более широкими, чем на самом деле: этот артефакт получил у кинематографистов название «гримасы» (англ. Anamorphic mumps). Искажение лиц актёров были так заметны, что большинство кинооператоров избегали крупных планов в первые годы использования системы «Синемаскоп»;
3. Глубина резко изображаемого пространства отличается в горизонтальном и вертикальном направлениях[11]. Это проявляется на экране, как «размазанность» нерезкого фона по вертикали и в виде других недостатков изображения;
4. Разрешающая способность анаморфотных объективов на 10—15 % ниже, чем сферических[14];
5. Возрастание световых потерь и светорассеяния на 15—20 %[14].

Вплоть до цифровой революции анаморфирование применялось в кинематографе при проекции плёночных фильмокопий, отпечатанных в соответствующем формате. При этом, последнее десятилетие съёмка велась в большинстве случаев аксиально-симметричными объективами с последующим анаморфированием при печати. В современной цифровой технологии кинопроизводства анаморфотная киносъёмочная оптика утратила свою технологическую значимость при получении широкоэкранного кадра. В то же время возросшая свобода выбора объективов для цифровых кинокамер позволяет операторам-постановщикам использовать классическую оптику с цилиндрическими линзами в качестве приёма, придающего изображению привычный «кинематографический» стиль (англ. Cinema look).
Анаморфот — оптическая система, создающая изображение объекта, масштаб которого различен по двум взаимно перпендикулярным направлениям (обычно вертикальном и горизонтальном). Выпускаются:
- афокальные анаморфотные насадки на обычный объектив. Их применение связано с трудностями расчёта аберраций и дальнейшей юстировки оптической системы. Применяются как линзовые насадки, содержащие цилиндрические линзы, так и зеркальные, содержащие зеркала с цилиндрическими поверхностями;
- анаморфотные блоки — анаморфотные объективы с цилиндрическими компонентами, выполненные как единое целое[5]. Расчёт и юстировка таких объективов существенно проще;
- анаморфотные оптические системы для кинокопировальных аппаратов оптической печати. Чаще всего такая система состоит из двух объективов, сфокусированных на «бесконечность», между которыми располагаются цилиндрические линзы. Система позволяет трансформировать обычное изображение в анаморфированное при печати с производственных форматов негатива в прокатный формат фильмокопии или промежуточного позитива. Анаморфирование при оптической печати необходимо, например, при печати прокатных фильмокопий с негатива форматов «Технископ» или «Супер-35».

Анаморфотная насадка — афокальная оптическая система, используемая совместно с обычным фото- или кинообъективом, устанавливается обычно перед его передней линзой. Использование анаморфотной насадки позволяет снимать широкоэкранные фильмы стандартной аппаратурой классического формата. Однако, при этом артефакты анаморфирования проявляются в наибольшей степени. Поэтому, для киносъёмки используются анаморфотные объективы, изготовленные как одно целое с цилиндрическими элементами. Насадки используются, главным образом, при кинопроекции.

## Цифровое анаморфирование
При сжатии видео с потерями анаморфирование производится за счёт снижения горизонтальной чёткости при использовании прямоугольного пикселя вместо квадратного. Коэффициент анаморфирования может достигать 2×.